# فرهنگ آثار
فرهنگ آثار (به فرانسوی: Dictionnaire des œuvres) مجموعهٔ شش جلدی معرفی آثار مکتوب ملل جهان است. این دانشنامه به سرپرستی رضا سیّد حسینی و همراهی مترجمان و ویراستاران بنام کشور شکل گرفت. فرهنگ آثار در سال ۱۳۷۸ توسط انتشارات سروش به چاپ رسید و در سال ۱۳۸۱ به چاپ دوم رسید.
این اثر ترجمه Dictionnaire des oeuvres است که حاصل فعالیت‌های پژوهشگران ایتالیایی و فرانسوی بوده و چاپ نخست آن در سال ۱۹۵۳ منتشر شد. تعدادی از مقالات مجموعه فرانسوی حذف شد و در عوض مقالاتی از دائرة المعارف ادبی کیندلر (Kindlers) دربارهٔ آثار شاعران و نویسندگان ملل جهان سوم انتخاب و ترجمه شد و در مجموعه قرار گرفت. همچنین تعدادی از آثار ایرانی و آثار متعلق به جهان اسلام نیز انتخاب شدند و مقالاتی در معرفی این آثار نوشته شد و در میان فرهنگ آثار جای گرفت.

## هیئت علمی و مترجمان

### سرپرست
- رضا سیّد حسینی

### هیئت علمی
- اسماعیل سعادت
- احمد سمیعی گیلانی
- رضا سیدحسینی
- ابوالحسن نجفی

### مترجمان
- جواد طباطبایی
- محمّدجعفر پوینده
- کاظم کردوانی
- احمد آرام
- عبدالکریم رشیدیان
- علی‌محمّد کاردان
- رضا سیدحسینی
- صفیه اصفیا
- جهانگیر افکاری
- عبدالله توکل
- مرتضی ثاقب‌فر
- کیکاوس جهانداری
- جواد حدیدی
- سیروس ذکا
- عبدالمجید زکائی
- اسماعیل سعادت
- احمد سمیعی گیلانی
- کاوه سیدحسینی
- قاسم صنوبری
- محمدتقی غیاثی
- فرزانه کریمی
- عبدالحسین محمدکاری
- محمود محمودی
- ابوالحسن نجفی
- مهشید نونهالی
- عبدالحسین نیک‌گهر
- نادعلی همدانی
- نازیلا خلخالی